# Vidor Asso X Jewel
Il Vidor Asso X Jewel è un aereo ultraleggero, monomotore ad ala bassa di costruzione quasi interamente lignea con due posti in tandem, progettato da Giuseppe Vidor.
Il progetto ed i kit di costruzione, originariamente commercializzati dalla Asso Aerei, sono predisposti per accogliere il motore Rotax 912, ma in alternativa può essere installato il motore Sauer S 2100 ULT.

## Incidenti
- Il 16 maggio 2019, alle ore 20 circa, un Asso X Jewel, da poco decollato dal campo di volo "San Marco Volo", impatta contro una villetta nel comune di Caerano di San Marco, causando il decesso di entrambi gli occupanti del velivolo[2].

## Varianti
- Millennium Master, evoluzione dell'Asso X Jewel con struttura in materiali compositi a base di fibra di carbonio
- Pelegrin Tarragon, evoluzione del Millennium Master
- Blackshape Prime, evoluzione del Millennium Master